# 7-Déshydrodesmostérol
Le 7-déshydrodesmostérol est un intermédiaire de la biosynthèse des stéroïdes. Il est métabolisé par la 24-déshydrocholestérol réductase (EC 1.3.1.72), une enzyme importante de la synthèse du cholestérol.